# Kim Won-hong
Kim Won-hong (* 17. April 1945 in Hwanghae-pukto) ist ein nordkoreanischer Politiker der Partei der Arbeit Koreas (PdAK) und General der Koreanischen Volksarmee (KVA), ehemaliger Minister für Staatssicherheit von 2012 bis 2017, Mitglied des Politbüros des Zentralkomitees (ZK) der PdAK sowie Mitglied des Zentralen Militärkomitees des ZK ist. Des Weiteren ist er Mitglied des ZK der PdAK sowie Deputierter der Obersten Volksversammlung und war zwischen 2004 und 2010 Kommandeur des Militärischen Sicherheitskommandos, die Offiziere und militärische Anlagen überwacht, untersucht und beaufsichtigt. Während dieser Zeit war er ständiger Begleiter von Kim Jong-il bei dessen Besuchen von militärischen Anlagen und Einrichtungen in Nordkorea.

## Leben
Kim Won-hong trat im November 1962 in die Volksarmee ein und war nach dem Besuch der Kim-Il-sung-Parteischule als Instrukteur, Sektionschef und stellvertretender Leiter einer Abteilung in der Politischen Abteilung der Volksarmee sowie als Politoffizier in einem Armeekorps tätig. Er trat für ausländische Beobachter erstmals bei der Beisetzung des Ministers für die Volksstreitkräfte, Marschall Ch'oe Kwang, 1997 in Erscheinung. Während seiner militärischen Laufbahn fand er Verwendung als stellvertretender Leiter der Organisationsabteilung der Politischen Hauptabteilung der Volksarmee sowie als Kommandierender General des VII. Armeekorps sowie des IX. Armeekorps, die beide Verbindungen zum Militärischen Sicherheitskommando haben. Aufgrund der Verwicklung in verschiedene Skandale wurde er zeitweilig vom Rang eines Generaloberst zum Generalleutnant degradiert.
Nach dem Tod des langjährigen Kommandeurs des Militärischen Sicherheitskommandos General Won Ung-hui wurde er 2004 dessen Nachfolger und in dieser Funktion im April 2009 zum General befördert. 2010 wurde er zur besonderen Verwendung zu Kim Jong-un abgeordnet, um diesen auf den Fall einer Machtübernahme nach dem Tod Kim Jong-ils vorzubereiten.
Auf der dritten Parteikonferenz am 28. September 2010 wurde Kim Won-hong sowohl zum Mitglied des ZK als auch des Zentralen Militärkomitees der PdAK gewählt und saß während dieser Konferenz unmittelbar neben Kim Jong-un. Seit dem Tod Kim Jong-ils am 17. Dezember 2011 gehörte er auch zu den regelmäßigen Begleitern Kim Jong-un bei dessen Inspektionen von Einheiten der Volksarmee und gehört damit zu den vier hochrangigen Volksarmeeangehörigen, die zur Unterstützung Kim Jong-uns ausgewählt wurden.
General Kim, der danach zunehmend öffentliche Auftritte wahrnimmt wie zum Beispiel zum Internationalen Frauentag am 8. März 2012 mit dem Unhasu National Orchester in Pjöngjang, wurde am 11. April 2012 auch zum Mitglied des Politbüros des ZK der PdAK gewählt. 2012 wurde er ferner als Nachfolger von Ri Chun-su zum Minister für Staatssicherheit ernannt.
Mitte Januar 2017 wurde Won-hong als Minister für Staatssicherheit entlassen, nachdem ihm Machtmissbrauch, Korruption und der Verstoß gegen Menschenrechte durch die Partei der Arbeit Koreas vorgeworfen wurden.